# Hotel Alexandre

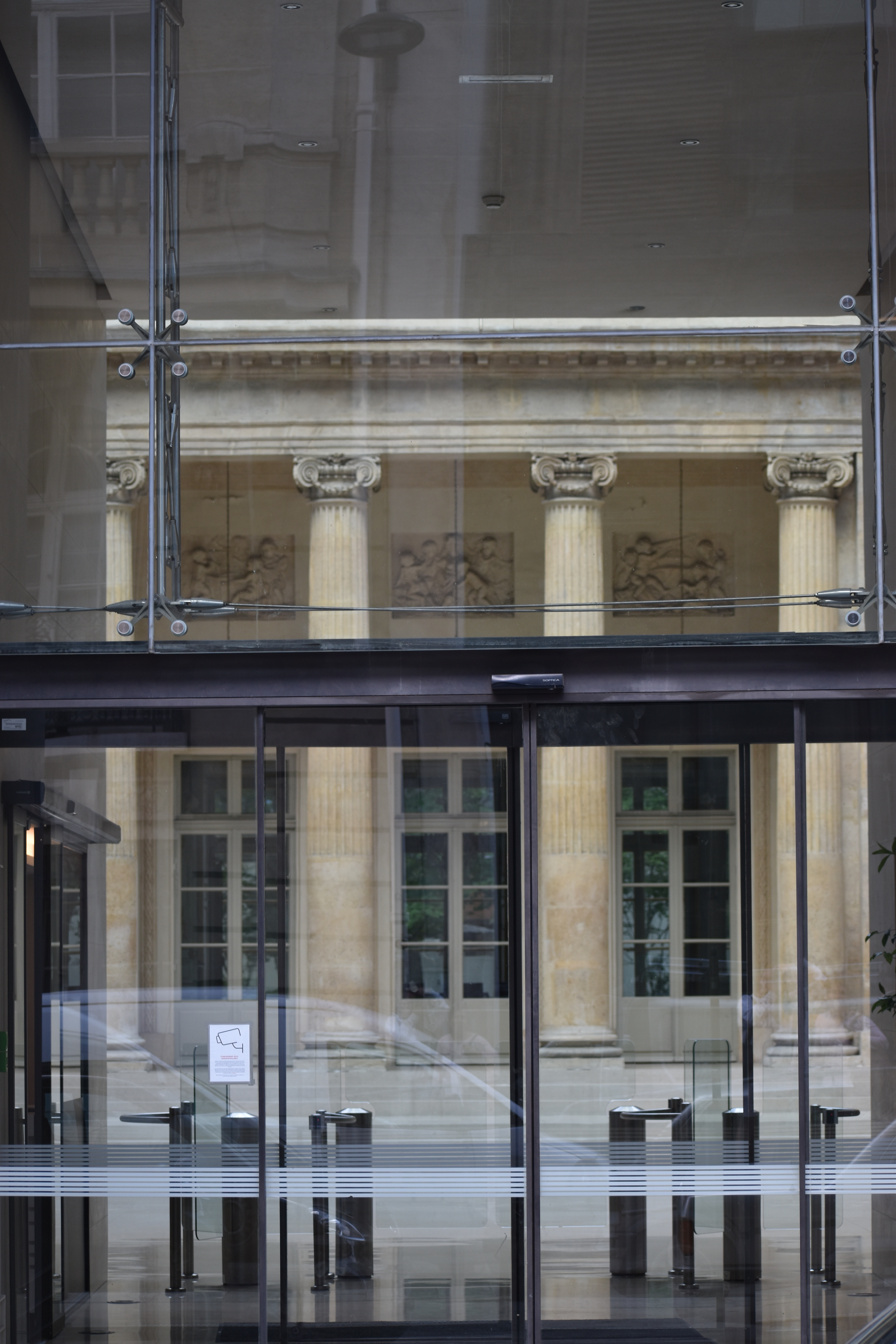
O edifício visto através da porta da adição de 2001

Hotel Alexandre também conhecido como Hôtel Soult é um hôtel particulier no 8º arrondissement de Paris, França, projetado pelo arquiteto francês Étienne-Louis Boullée. O edifício foi construído entre 1763 e 1766 e é a melhor estrutura atualmente preservada projetada por Boullée.  

## História

### Construção
O hôtel particulier esteve ao encargo de André-Claude-Nicolas Alexandre, um financista francês. Boullée começou a projetar o edifício aos 35 anos, tornando-o um de seus primeiros projetos. 

## Galeria

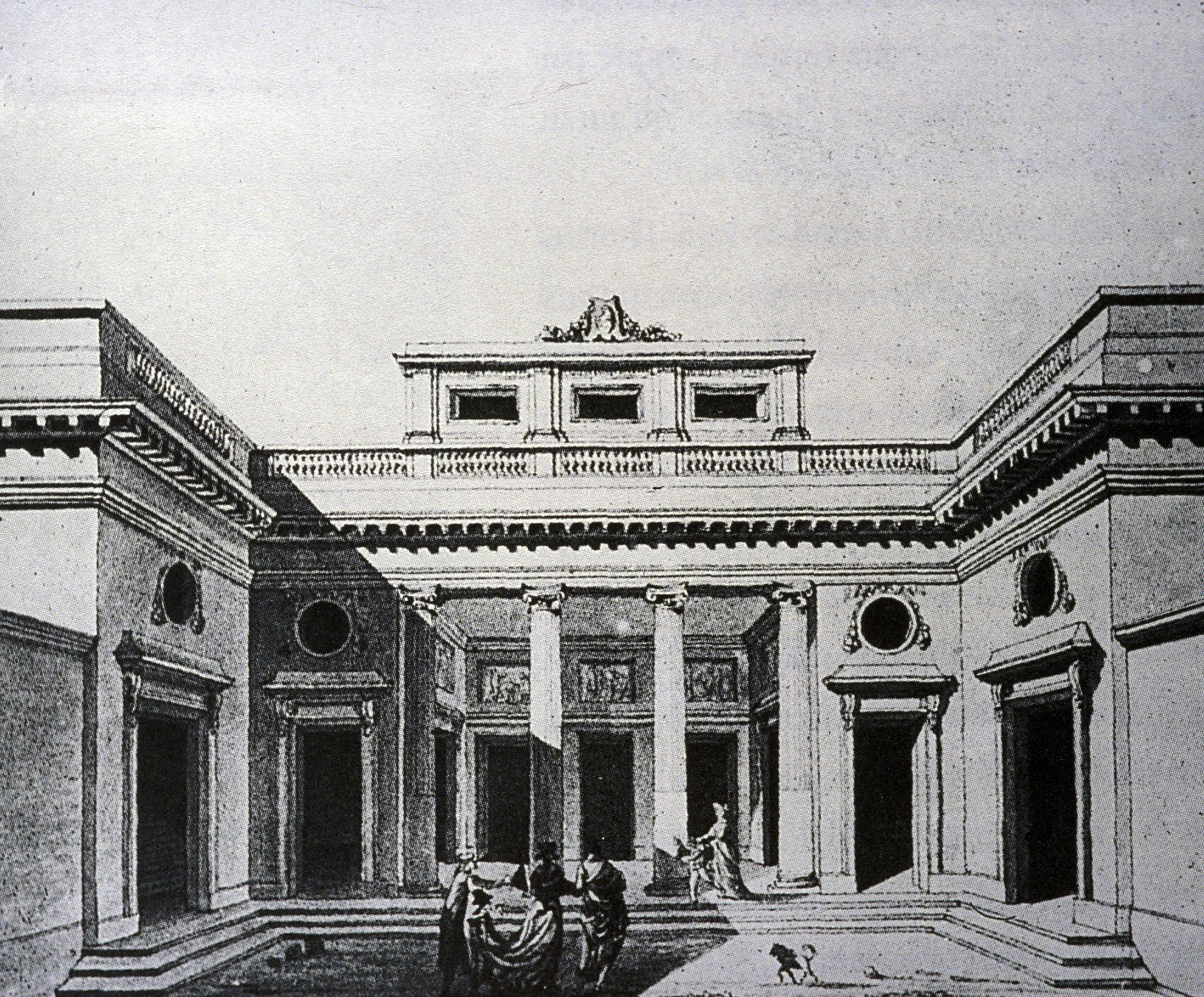
Desenho de Boullée do Hotel Alexandre
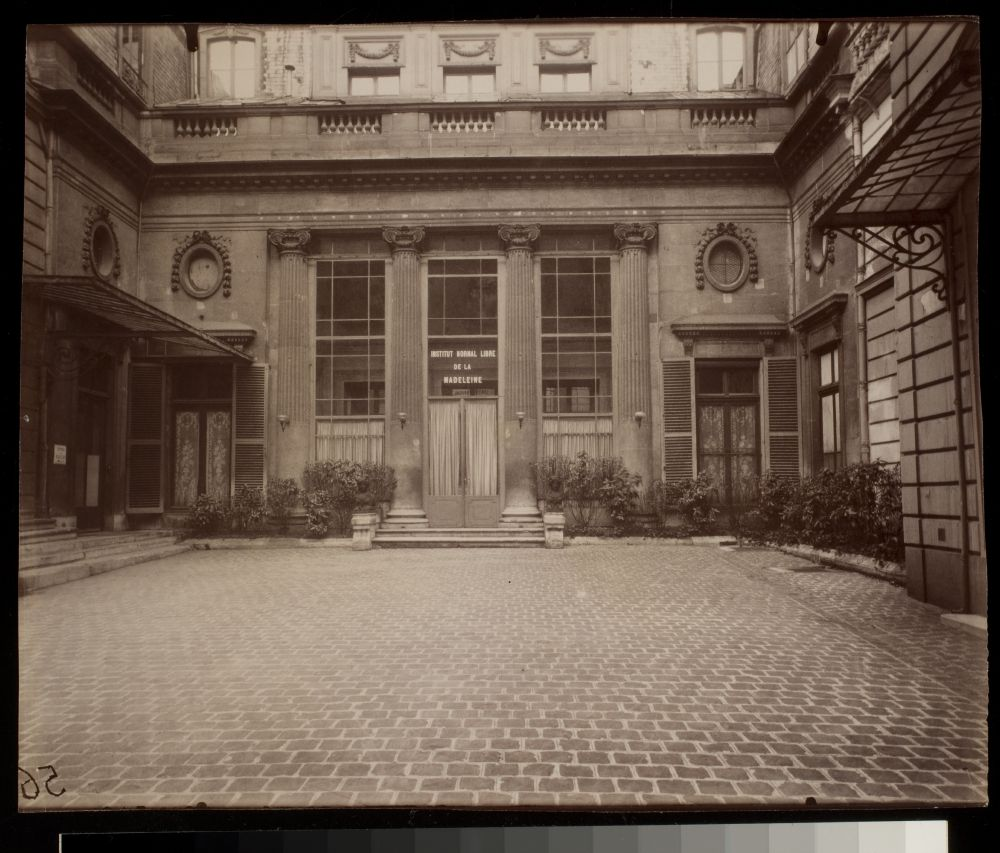
Fotografia do edifício de 1909 por Eugène Atget
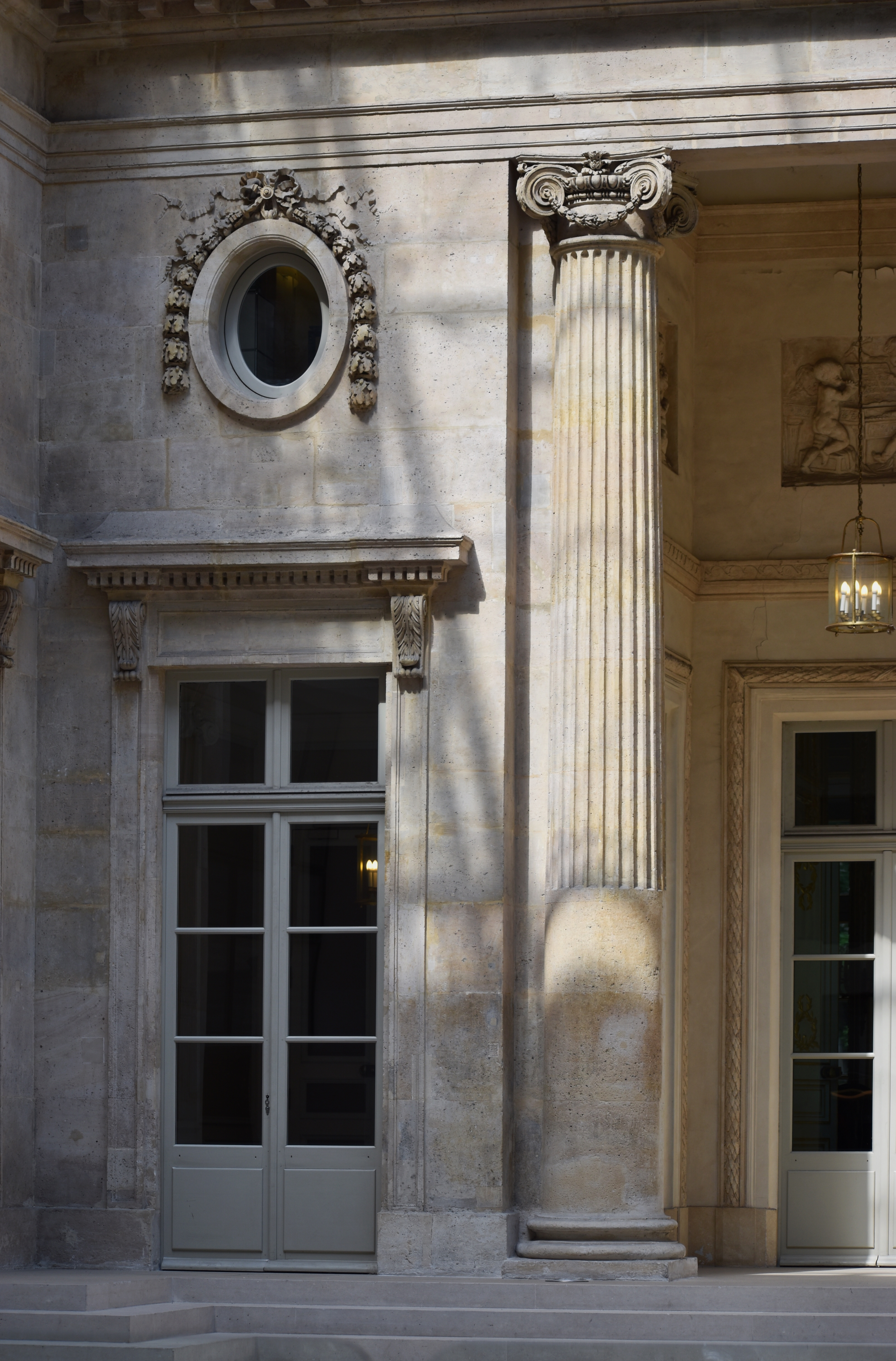
Detalhe da fachada do edifício